# 阿利斯泰尔·霍恩
阿利斯泰尔·霍恩（英語：Alistair Horne，1925年11月9日—2017年5月25日）是一位英国记者、传记作家和历史学家，专攻19世纪和20世纪的法国历史，主要作品有《拿破仑：文治与武功》（The Age of Napoleon）、《凡尔登战役：荣耀的代价，1916》（The Price of Glory：Verdun 1916）、《巴黎陷落——围城与公社：1870-1871》（The fall of Paris: the siege and the commune (1870-1871)）等。